# Debbie Stabenow
Deborah Ann Stabenow, dite Debbie Stabenow, née Greer le 29 avril 1950 à Gladwin (Michigan), est une femme politique américaine, membre du Parti démocrate et sénatrice du Michigan au Congrès des États-Unis entre 2001 et 2025. Première femme occupant la fonction, elle est auparavant élue à la Chambre des représentants des États-Unis de 1997 à 2001 pour le 8e district de l'État.

## Biographie

### Jeunesse et études
Debbie Stabenow est la fille de Anna Merle (née Hallmark), une infirmière et Robert Lee Greer, un vendeur de voiture. Elle grandit à Clare, dans le comté de Clare, au Michigan. Diplômée en 1975 de l'université du Michigan, elle devient travailleuse sociale puis est élue cette même année à la commission d'éducation du comté d'Ingham.

### Carrière politique

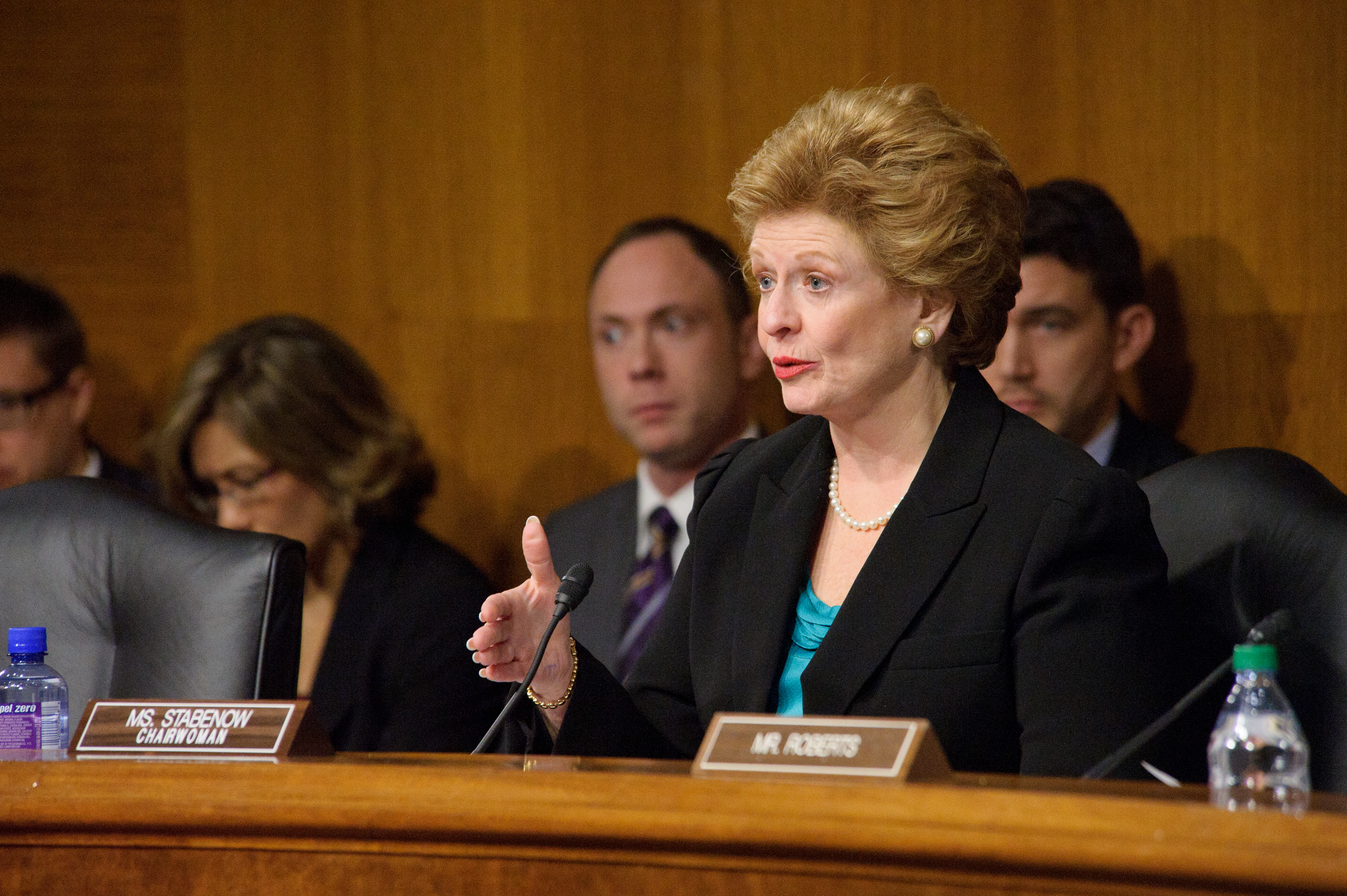
Stabenow président le comité permanent sur l'agriculture, la nutrition et les forêts, en 2011.

Membre de la Chambre des représentants du Michigan de 1979 à 1991 pour le 58e district, elle est élue au Sénat du Michigan jusqu'en 1994 pour le 24e district. Lors des élections de 1996, Debbie Stabenow est élue à la Chambre des représentants des États-Unis pour le 8e district du Michigan. Elle est réélue lors des élections de 1998.
Lors des élections de 2000, elle est élue au Sénat des États-Unis en l'emportant contre le sortant et candidat du Parti républicain, d'orientation conservatrice, Spencer Abraham, par 49,5 % des voix contre 47,9 % à ce dernier. Elle est la première femme élue par le Michigan au Sénat. Stabenow est membre entre autres du comité permanent sénatorial du budget et de celui sur l'agriculture. De 2011 à 2015, elle préside le comité permanent sur l'agriculture. En novembre 2004, Stabenow est élue par ses pairs au secrétariat du Parti démocrate au Sénat. Elle devient ainsi le numéro trois du parti au Sénat, derrière Dick Durbin (numéro deux) et Harry Reid, le chef de la minorité, qu'elle doit assister.
Lors des élections de 2006, elle est réélue à son poste de sénatrice avec 56,9 % des voix contre 41,3 % à Mike Bouchard, candidat du Parti républicain et shérif du comté d'Oakland. Elle prend en 2011 la présidence de la commission sénatoriale sur l'agriculture, fonction qu'elle occupe jusqu'au retour des républicains dans la majorité en 2015. Elle est réélue pour un troisième mandat en 2012 en battant Peter Hoekstra, futur ambassadeur des États-Unis aux Pays-Bas, avec 58,8 % des suffrages. Elle remporte un quatrième mandat lors des élections de 2018, à la suite d'une compétition électorale cette fois plus serrée — 52,3 % contre 45,8 % — face au vétéran et homme d'affaires John James.
Après la reprise de la majorité au Sénat par les démocrates aux élections de 2020, elle redevient présidente de la commission sénatoriale sur l'agriculture en janvier 2021.
Le 5 janvier 2023, elle annonce par communiqué qu'elle ne briguera pas de cinquième mandat pour laisser la place à une nouvelle génération de dirigeants.
Les principaux sujets sur lesquels Stabenow a travaillé au Sénat de l'État et au Sénat national sont la protection des Grands Lacs, le financement des institutions de traitement des maladies mentales (elle révèle que son père souffrait de trouble bipolaire), le manufacturing (en particulier le soutien à l'industrie automobile, importante dans l'État) et l'agriculture et l'alimentation des enfants.